# Lupac (Rumunia)
Lupac (chorw. Lupak) – wieś w Rumunii, w okręgu Caraș-Severin, w gminie Lupac. W 2011 roku liczyła 884 mieszkańców. 